# Cylloceria aino
Cylloceria aino là một loài tò vò trong họ Ichneumonidae.